# CBAFT-DT
CBAFT-DT est une station de télévision néo-brunswickoise de langue française située à Moncton, détenue par la Société Radio-Canada et faisant partie du réseau de ICI Radio-Canada Télé. Elle dessert les provinces du Nouveau-Brunswick, Île-du-Prince-Édouard, Nouvelle-Écosse et Terre-Neuve-et-Labrador.
Contrairement aux autres stations provinciales de Radio-Canada dont la programmation est décalée selon le fuseau horaire dans lequel elles se trouvent, les émissions sur CBAFT sont diffusées en même temps qu'à Montréal, donc localement « une heure plus tard dans les maritimes » que l'heure annoncée. La seule exception est Le Téléjournal-Acadie qui est diffusé à 18 h, heure de l'Atlantique.

## Histoire

### CBAFT
CBAFT a été lancé le 21 décembre 1959 à 18 h 25 au canal 11 à Moncton. Plusieurs ré-émetteurs ont été installés au cours des années suivantes, dont CBIMT à Les Îles-de-la-Madeleine. Les studios ont déménagé sur la rue Archibald le 1er septembre 1970.

### CBHFT
CBHFT a été lancé le 20 décembre 1971 au canal 13 à Halifax. Certains ré-émetteurs installées par CBAFT durant les années 1960 sont devenues des ré-émetteurs de CBHFT. D'autres ré-émetteurs ont été installés en Nouvelle-Écosse.
Depuis 1974, CBHFT Halifax est un ré-émetteur de CBAFT.

## Programmation
Localement, Le Téléjournal-Acadie est produit tous les soirs à 18 h.

## Télévision numérique terrestre et haute définition
Lors de l'arrêt de la télévision analogique et la conversion au numérique qui a eu lieu le 1er septembre 2011, CBAFT Moncton a mis fin à la diffusion en mode analogique du canal 11 à minuit et a commencé à diffuser en mode numérique au même canal quelques minutes plus tard.
Les marchés de Fredericton, Saint John (N.B), Halifax, Charlottetown et St. John's (Labrador) étaient identifiés comme étant à conversion obligatoire par le CRTC, mais le plan de la Société Radio-Canada était de convertir que les stations d'origine, signifiant que ces ré-émetteurs allaient être mis hors service. Le CRTC a autorisé une extension à la Société le 16 août 2011 de continuer à diffuser en mode analogique pour une période d'un an.

## Antennes
De nombreux ré-émetteurs analogiques ont été mis en service.
- Nouveau-Brunswick : Fredericton / Saint-Jean, Edmundston, Allardville, Grand-Sault, Campbellton, Saint-Quentin, Kedgwick
- Île-du-Prince-Édouard : Charlottetown, St. Edward
- Terre-Neuve et Labrador : Saint-Jean de Terre-Neuve, Port au Port East
- Nouvelle-Écosse : Halifax, Yarmouth, Mulgrave, Sydney, Chéticamp, Middleton, Digby, New Glasgow, Weymouth

En avril 2012, à la suite des compressions budgétaires, Radio-Canada a annoncé la fermeture de tous les émetteurs analogiques dès le 31 juillet 2012. Seul l'émetteur numérique de Moncton restera en fonction.